# Длинноносый бандикут
(Обыкнове́нный) длинноно́сый бандику́т, или носа́тый су́мчатый барсу́к, или остроно́сый су́мчатый барсу́к (лат. Perameles nasuta) — вид из рода Длинноносых бандикутов семейства Бандикутовые. Эндемик Австралии.

## Распространение
Широко распространён на восточном побережье Австралии, к югу от города Куктаун до полуострова Вильсонс-Промонтори. Небольшие, изолированные группы длинноносого бандикута также встречаются к северу от Куктауна, а также на полуострове Кейп-Йорк на территории хребтов Мак-Илрейт и Айрон. Обитают на высоте до 1400 м над уровнем моря, однако чаще всего встречаются на высоте до 1000 м.
Естественная среда обитания — пустоши и лесистые местности вблизи открытых, покрытых густой растительностью лугов. Также обитают вблизи человека: на территории садов в небольших и крупных городах.

## Внешний вид
Средний вес взрослой особи — около 975 г. Длина тела с головой — около 310—425 мм, длина хвоста — 120—155 мм. Морда и уши длинные, заострённые. Волосяной покров на спине серовато-коричневый, брюхо почти белое. Хвост покрыт волосами. В отличие от других бандикутов на крестце имеется немного либо совсем отсутствуют тёмные поперечные полосы. Второй и третий палец на задних лапах срощены.

## Образ жизни
Ведут наземный, как правило, одиночный образ жизни. Гнёзда устраивают в небольших норах, где животные проводят день. Активность приходится на ночь. Питаются насекомыми, ящерицами, мелкими позвоночными, иногда растениями.

## Размножение
Сумка развита хорошо. В потомстве от одного до пяти детёнышей (обычно два-три отпрыска). Беременность очень короткая, длится всего 12,5 дней. Молодняк отлучается от груди примерно через 60 дней. Максимальная продолжительность жизни в неволе — 5,6 лет.